# День народження Буржуя
День народження Буржуя (рос. День рождения Буржуя) — українсько-російський гостросюжетний серіал, знятий кінокомпанією «НТВ-Профіт» та студією «1+1». Телесеріал розповідає про молодого київського бізнесмена, колишнього вихованця дитячого будинку, на прізвисько Буржуй. Він не знає хто його батьки, однак, одного дня у Буржуя з'являється надія знайти своїх рідних і дізнатися, коли ж він має святкувати свої уродини.

## Сюжет
Головний герой фільму — Володимир Коваленко, все своє дитинство провів у дитбудинку. Його, підкидька, привезли туди ще немовлям. Саме тут він отримав прізвисько Буржуй. Пішовши у доросле життя, Буржуй став шановним і процвітаючим бізнесменом. Однак і досі Буржуй не знає хто його батьки.
Знаючи це, Аріна вмовляє його піти з нею на спіритичний сеанс. Під час нього на питання Буржуя «про найпотаємніше» дух дає таку відповідь: «Кошик. Немовля. Губанов. Кічиївка. Шукай». Пізніше, знайшовши в одному з психлікарень пацієнта — того самого Губанова, Буржуй чує від нього, що він — «останній із Горенки». Товстий розповідає Аміні про село Горенка, де він побував. Виявляється, що «останній» — це прізвище однієї з мешканок поселення. Весь цей час офіс, машину і будинок Буржуя прослуховує якийсь невідомий.
Приїхавши в Горенку, Буржуй знаходить родичку — бабу Катю і з розмови з нею дізнається, що в Києві у нього ще є сестра Віра. Пізніше з'ясовується, що вона займається проституцією. На Буржуя нападає хлопець з газовим пістолетом, який порахував, що той користується послугами Віри. Після бійки з'ясовується, що цей хлопець, Олег Пожарський, безмовно закоханий в Віру. Буржуй бере його працювати на фірму програмістом.
Тим часом ворожка Тамара шукає гроші, щоб врятувати свого невдачливого брата-картяра, який нещодавно програв усі гроші: вона дзвонить комусь і шантажує його на рахунок інформації про розіграш Буржуя. Ворожка просить у людини в чорному за своє мовчання 5 тисяч доларів. Не дочекавшись грошей, Тамара телефонує до Буржуя і обіцяє розповісти всю правду, але за 5 тисяч доларів. Буржуй їде до неї з грошима, але застає її повішеною з табличкою «Я — відьма».
До Віри приходить Артурчик — її колишній сутенер і запрошує її «на роботу», але Віра хоче зав'язати, так як у неї з'явився багатий брат. Артур розповідає «авторитету» Гіві про Віру і про її брата. Вони хочуть шантажувати Буржуя: зняти на плівку Віру «на роботі» і цією касетою вимагати у Буржуя гроші.
Паралельно з цим подвійне життя ведуть охоронець Товстий і фінансист Олег Кулик. Закручується цілий оберемок інтриг, в яких хтось невідомий постійно підставляє Буржуя, не дає себе викрити, а наприкінці навіть робить Буржуя жебраком. Йому доводиться пройти через величезну кількість різних жахів: вбивства, насильства, грабежі, афери… Але Буржуй з честю проходить через усі випробування, бо поряд з ним — улюблена жінка Аміна і найкращий друг на прізвисько Товстий.
У другому сезоні події розгортаються через чотири роки після подій першого сезону, після пожежі в будинку баби Каті, в якій, за офіційної версією загинула уся сім'я Буржуя. Проте виявляється, що Буржуй та його син змогли врятуватися від страшної смерті.

## У ролях
- Валерій Ніколаєв — Володимир Коваленко, він же Буржуй
- Ірина Апексімова — Аміна
- Андрій Смоляков — Кудла
- Анатолій Журавльов — Анатолій Толстов, він же Товстий
- Олександр Феклістов — Слідчий Борихін
- Андрій Панін — Майор Мовенко
- Олександр Пороховщиков — Борис
- Дар'я Повереннова — Віра
- Володимир Горянський — Костя
- Дмитро Шевченко — Артурчик
- Віталій Лінецький — Олег Пожарський
- Віктор Степанов — Гіві
- Олег Ісаєв — Олег Кулик
- Анастасія Матешко — секретар Оксана
- Лариса Руснак — Зіна
- Костянтин Артеменко — сусід Буржуя
- Марія Стефанія — ворожка (камео)
- Маріанна Кавка — пацієнтка Кості

## Творча команда
- Автор сценарію: Юрій Рогоза
- Режисер-постановник: Анатолій Матешко
- Оператор-постановник: Василь Бородін
- Художник-постановник: Олексій Левченко
- Композитор: Дмитро Атовмян
- Продюсери: Сергій Козлов, Володимир Оселедчик
- Генеральні продюсери: Ігор Толстунов, Олександр Роднянський

## Виробництво

### Фільмування
Другий сезон телесеріалу фільмували у Києві у серпні-вересні 2000 року.

### Мова серіалу
Практично всі діалоги серіалу російськомовні, хоча у серіалі також є кілька реплік українських селян, які розмовляють українською мовою. Для показу в Росії ті кілька україномовних реплік українських селян передублювали російською.

## Реліз

### 1 сезон
Вперше перший 15-серійний сезон серіалу в Україні транслювали з 21 лютого по 16 березня 2000 року на каналі «1+1» та в Росії з 22 лютого по 1 квітня 2000 року на каналі «НТВ».

### 2 сезон
Вперше другий 15-серійний сезон серіалу в Україні транслювали з 10 квітня по 10 травня 2001 року на каналі «1+1» та в Росії з 22 жовтня по 21 листопада 2001 року на каналі «НТВ».

## Телерейтинги
Другий сезон телесеріалу мав високі телерейтинги в Україні під час показу телеканалом «1+1». За даними журналістів, другий сезон подивилися 61% від загальної маси телеглядачів в Україні, що склало 17,9% усіх жителів України.